# Edward Gleason
Edward Francis Gleason (Hyannis, Massachusetts, 9 de novembre de 1869 – Hyannis, 9 d'abril de 1944) va ser un tirador estatunidenc que va competir a començaments del segle xx.
El 1912 va prendre part en els Jocs Olímpics d'Estocolm, on disputà dues proves del programa de tir. Guanyà la medalla d'or en la competició de fossa olímpica per equips, mentre en la prova individual fou onzè.